# Mange Makers
Mange Makers är en svensk dancegrupp från Stockholm som grundades av Peter Bacall (BACALL) som är video- och musikproducent, Max Christensson som var dansare, Max Henriksson som beatboxar och Didrik Rastbäck som sjunger.

## Historik
Gruppen slog igenom med låten "Fest hos Mange" som nådde plats två på Itunestopplistan. "Fest hos Mange" nådde platina hösten 2011. Musikvideon fick över 1 miljon visningar på Youtube efter en vecka, och hade i augusti 2012 över sju miljoner visningar. 
I december 2011 släpptes deras andra singel, "Jul hos Mange", som är en annan version av "Fest hos Mange" där texten har jultema. Samma melodi användes även till "Fest hos Bagge", ett extraspår på samlingsalbumet för Idol 2011.
Den 12 december 2011 laddades musikvideon för singeln "Mange bjuder" upp på Youtube, och redan efter fem dagar så hade videon fler än en miljon visningar. Den 16 december utgavs låten som singel via Itunes och Spotify och nådde plats ett. "Mange bjuder" sålde Platinum på mindre än en månad.
"Fest hos Mange" och "Mange bjuder" har hittills sålt dubbel-platina i Sverige och platina i Norge.
Den 9 maj 2012 lades musikvideon för "Drick den" upp på Mange Makers Youtube-sida. Efter en vecka hade videon mer än en miljon visningar. Även den har passerat gränsen för platina.
Under sommaren 2012 åkte de runt i olika länder och städer och gjorde livespelningar.
2014 lämnade Peter Bacall gruppen för att gå vidare med sin musikproduktion på egen hand. 2021 gick han återigen med i gruppen.
Den 1 april 2015 släpptes "Mange kommer hem till dig". I samband med Bacalls lämnande av gruppen, var Basshunter med och producerade låten.
Den 29 april 2016 släpptes "Bättre förr" på Spotify och Youtube.
2021 avslöjade Mange Makers att de under över ett års tid jobbat på en fyra avsnitt lång dokumentärserie, Vad hände med Mange Makers?, tillsammans med William "Kulan" Forslund, känd för sitt arbete för Random Making Movies. Det första avsnittet av serien släpptes på Mange Makers YouTube-kanal den 17 mars 2021. Peter Bacall gick samma år åter med i gruppen, samma år som dansaren Max Christensson lämnade.
21 april 2021 släpptes singeln "Ballar ur" och den 23 juli 2021 släppte de sitt comeback album R3UNION.

## Medieframträdanden
- Den 7 september 2011 gjorde Mange Makers ett liveframträdande med beatbox och dans i Vakna med The Voice.[8]
- Den 27 september 2011 intervjuades Mange Makers av Filip och Fredrik i deras program Breaking News.[9]
- Den 13 december 2011 fick de komma tillbaka till Vakna med The Voice där Max Henriksson återigen beatboxade.[10]
- Den 28 januari 2012 intervjuades de av Kitty Jutbring i P3 Star.[11]

## Diskografi

### Singlar
| År   | Titel                       | Högsta listplacering |
| År   | Titel                       | SWE                  |
| ---- | --------------------------- | -------------------- |
| 2011 | "Fest hos Mange"            | 9                    |
| 2011 | "Jul hos Mange"             | 26                   |
| 2011 | "Mange bjuder"              | 2                    |
| 2012 | "Drick den"                 | 9                    |
| 2012 | "Mange för en dag"          | 60                   |
| 2013 | "Inte en krona"             | 47                   |
| 2014 | "Vakna"                     | —                    |
| 2015 | "Mange kommer hem till dig" | —                    |
| 2016 | "Bättre förr"               | —                    |
| 2021 | "Ballar ur"                 | 52                   |